# MacGuffin

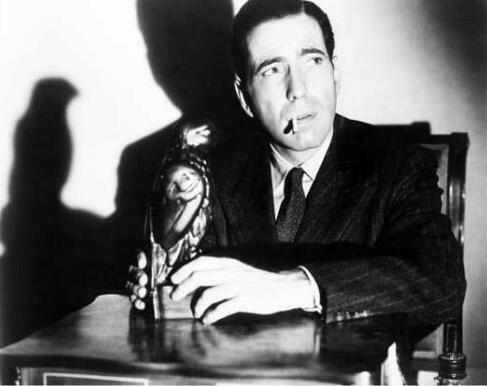
Humphrey Bogart, ator americano de O Falcão Maltês, segurando a pequena estátua usada como MacGuffin no filme.

Na ficção, MacGuffin (às vezes McGuffin ou Maguffin) é um dispositivo do enredo, na forma de algum objetivo, objeto desejado, ou outro motivador que o protagonista persegue, muitas vezes com pouca ou nenhuma explicação narrativa. A especificidade de um MacGuffin, normalmente, é sem importância para a trama geral. O tipo mais comum de MacGuffin é um objeto, lugar ou pessoa. Outros tipos abstratos incluem dinheiro, vitória, glória, sobrevivência, poder, amor, ou alguma inexplicável força motriz.
A técnica MacGuffin é comum em filmes, especialmente de suspense. Normalmente o MacGuffin é o foco central do filme no primeiro ato, e posteriormente, diminui em importância. Ele pode reaparecer no clímax da história, mas às vezes, é  esquecido no final da história.

## História e uso
Como observado por Marjory Ward, "o uso do MacGuffin como um dispositivo de enredo antecede a este moderno apelido. Por exemplo, o Santo Graal na Lenda Arturiana poderia ser considerado o início do MacGuffin, fazendo o enredo mover como um bom MacGuffin deve fazer" .
Objetos que servem como MacGuffins são familiares na narrativa de ficção. Por exemplo, uma pequena estatueta fornece tanto o homônimo título e o motivo da intriga em O Falcão Maltês. O nome "MacGuffin" foi cunhado pelo roteirista inglês Angus MacPhail, embora popularizada por Alfred Hitchcock em 1930, mas já era utilizado anteriormente. A atriz Pearl White chamava de weenie para identificar qualquer objeto (um rolo de filme, uma rara moeda, diamantes, etc.) que impulsionava os heróis, e, muitas vezes, os vilões, bem como, para perseguir uns aos outros por meio dos enredos de Os Perigos de Paulina e o outro filme mudo, no qual ela estrelou.

### Alfred Hitchcock
O diretor e produtor Alfred Hitchcock popularizou o termo "MacGuffin" e a técnica com seu filme Os 39 Degraus, um exemplo precoce do conceito. Hitchcock explicou o termo "MacGuffin" em 1939, em uma palestra na Universidade de Columbia em Nova York:
É um nome Escocês, tirado de uma história sobre dois homens em um trem. Um homem diz, "o que há neste pacote acima da bagagem?" E o outro responde, "Oh, é um MacGuffin". O primeiro pergunta, "o que é um MacGuffin?" "Bem," disse o outro homem, "é um aparelho para a interceptação de leões nas terras altas da escócia." O primeiro homem diz, "Mas não há leões nas terras altas da escócia," e o outro responde, "Bem, então, não há MacGuffin!" Então você vê que um MacGuffin é, na verdade, nada.
Entrevistado em 1966 por François Truffaut, Hitchcock, explicou o termo "MacGuffin" usando a mesma história.
Hitchcock utilizou o termo "MacGuffin", para afirmar que seus filmes não eram o que pareciam ser na superfície. Hitchcock também relacionou esse episódio em uma entrevista no documentário de televisão para Richard Schickel, The Men Who Made the Movies, e em uma entrevista com Dick Cavett.[carece de fontes?]
De acordo com o autor Ken Mogg, o roteirista Angus MacPhail e um amigo de Hitchcock, pode ter originalmente cunhado o termo.

### George Lucas
Nos comentários da trilha sonora no DVD de Star Wars Episódio IV: Uma Nova Esperança, o escritor e diretor George Lucas descreve R2-D2 como "a principal força motriz do filme ... o que você chama no mundo do cinema de MacGuffin ... o objeto que todo mundo procura". Em entrevistas para televisão, Hitchcock definiu um MacGuffin como o objeto em torno do qual o enredo gira, mas o que esse objeto, especificamente, é, ele declarou, "O público não se importa". Em contraste, Lucas acredita que o MacGuffin deve ser poderoso e que "o público deve se preocupar com ele, quase tanto como o duelo dos heróis e vilões na tela".

### Yves Lavandier
Para o cineasta e teórico da dramartugia, Yves Lavandier, no sentido estritamente Hitchcockiano, um MacGuffin é um segredo que motiva os vilões. Em North by Northwest o suposto MacGuffin é nada que motiva o protagonista; O objetivo de Roger Thornhill  é livrar-se da situação que a confusão de identidade criou, e o que importa para Vandamm e CIA é de pouca importância para Thornhill. Uma semelhante falta de poder de motivação aplica-se a alegação de MacGuffins em The Lady Vanishes, Os 39 Degraus, e Foreign Correspondent. Em um sentido mais amplo, diz Lavandier, um MacGuffin denota qualquer justificação para o conflito externo ao local inicial da obra.

## Exemplos
Exemplos no cinema incluem o Falcão Maltês no filme de mesmo nome; o significado de "Rosebud" em Cidadão Kane (1941); o Pé de Coelho em Missão: Impossível III (2006); o colar Coração do Oceano no Titanic.
Tanto no cinema e na literatura, o Santo Graal é muitas vezes usado como um MacGuffin. O clássico cult surreal Monty Python e o Santo Graal é pouco estruturado em torno de uma cavalaria que busca pela relíquia sagrada.
Exemplos na televisão incluem vários artefatos de Rambaldi em Alias; o orb em As Aventuras de Brisco County, Jr.; e Krieger Waves Star Trek: A Próxima Geração no episódio "Uma Questão de Perspectiva". Carl Macek criou protocultura como um MacGuffin para unir as histórias dos três anime que compôs Robotech, enquanto o Hellmouth em Buffy the Vampire Slayer foi descrito como uma espécie de topológico MacGuffin - "um atalho, em vez de explicação científica" como Joss Whedon colocá-lo.
Exemplos na literatura incluem o set de televisão no romance de Wu Ming,  54; e o contêiner em Spook Country de William Gibson
No jogo online, The Kingdom of Loathing, o personagem do jogador deve, completar uma longa e complicada missão chamada player name and The Quest for the Holy MacGuffin. Que envolve ir a vários locais ao seguir pistas no diário do pai do personagem e recolher vários itens. Eventualmente, ele termina em uma batalha com o chefão e MacGuffin é retornado para o conselho. O jogo nunca revela o que exatamente ele é ou como ele vai ajudar a salvar o reino.
Na discussão sobre Indiana Jones e o Reino da Caveira de Cristal , onde o crânio de cristal foi visto como um insatisfatório MacGuffin, Steven Spielberg disse: "eu simpatizo com pessoas que não gostam do MacGuffin, porque eu nunca gostei do MacGuffin".[carece de fontes?]